# Your Filthy Little Mouth
| Recensione | Giudizio |
| ---------- | -------- |
| AllMusic   | [ 1 ]    |

Your Filthy Little Mouth è il quarto album in studio del cantante statunitense David Lee Roth, pubblicato nel marzo 1994. Questo è il suo ultimo album distribuito dalla Warner Bros. Records.

## Il disco
Prodotto da Nile Rodgers, l'album è il più sperimentale ed eclettico nella discografia di David Lee Roth. Le canzoni presentano una varietà di stili che spaziano dal jazz fusion alla musica country e dall'R&B alla musica dance, contestualizzati sempre in chiave rock e blues. Proprio per queste caratteristiche, l'album venne poco compreso da critica e pubblico, che ne decretarono l'insuccesso commerciale.

## Tracce
1. "She's My Machine" (Byrom/Neuhauser/David Lee Roth) – 3:53
2. "Everybody's Got the Monkey" (Hunting/Roth/Simes) – 3:01
3. "Big Train" (Kilgore/Roth/Sturges) – 4:14
4. "Experience"  (Kilgore/Roth) – 5:54
5. "A Little Luck" (Anderson/Hunter/Roth) – 4:40
6. "Cheatin' Heart Cafe" (Kilgore/Roth) – 4:06
7. "Hey, You Never Know" (Kilgore/Roth) – 2:46
8. "No Big 'Ting" (Kilgore/Roth) – 4:51
9. "You're Breathin' It" (Hilton/Kilgore/Roth) – 3:46
10. "Your Filthy Little Mouth" (Kilgore/Roth) – 3:02
11. "Land's Edge" (Kilgore/Roth) – 3:12
12. "Night Life" (Breeland/Buskirk/Nelson) – 3:35
13. "Sunburn" (Kilgore/Roth) – 4:42
14. "You're Breathin' It [Urban NYC Mix]" (Kilgore/Roth) – 4:13

## Formazione
- David Lee Roth - voce
- Terry Kilgore - chitarra
- John Regan - basso
- Richard Hilton - tastiere
- Tony Beard - batteria

### Altri musicisti
- Travis Tritt - voce in Cheatin' Heart Cafe
- Steve Hunter - chitarra in A Little Luck